# Phorocera angustiforceps
Phorocera angustiforceps är en tvåvingeart som beskrevs av Wood 1972. Phorocera angustiforceps ingår i släktet Phorocera och familjen parasitflugor. Inga underarter finns listade i Catalogue of Life.